# Knockbain School

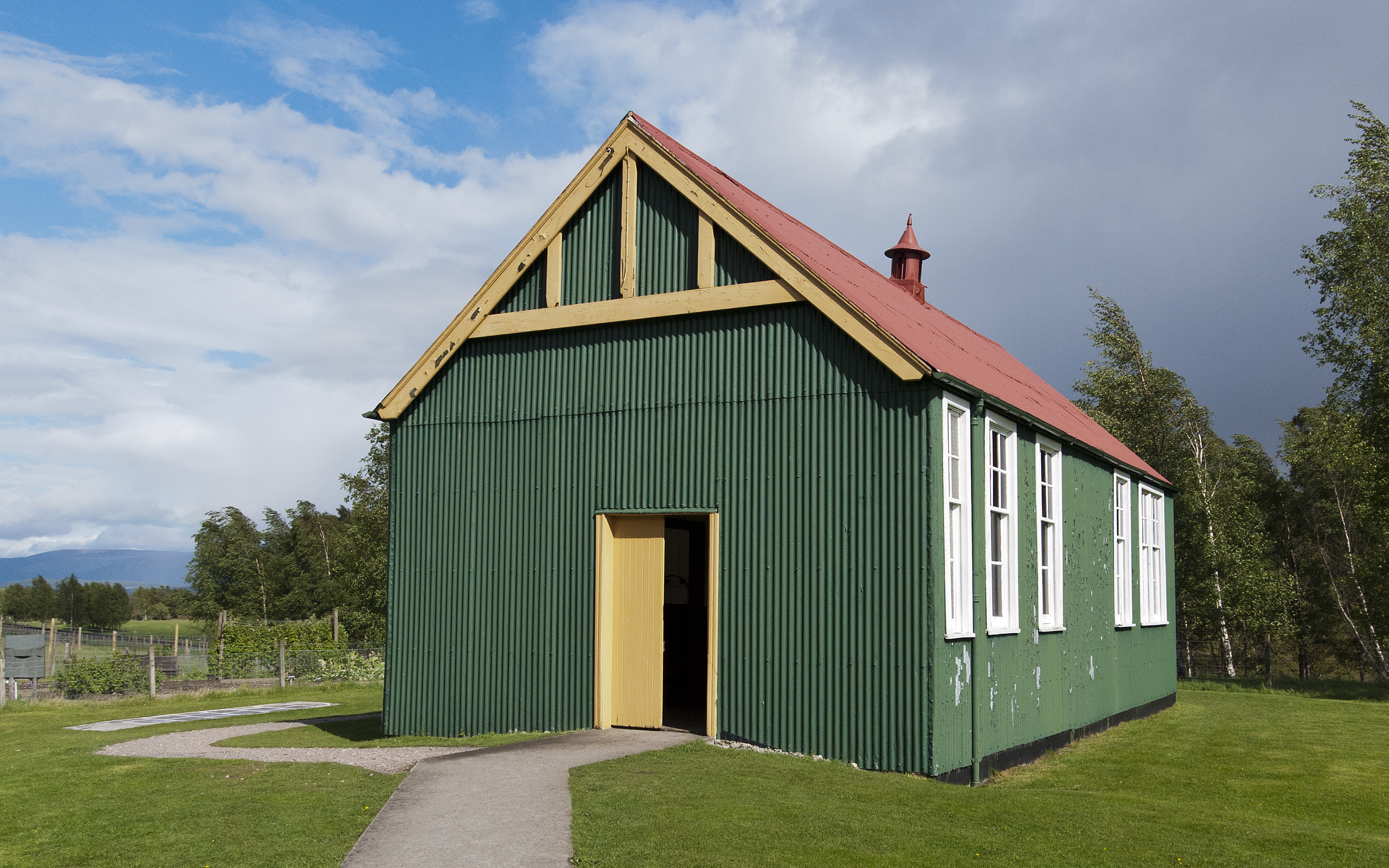
Knockbain School

De Knockbain School is een reconstructie van een schoolgebouw uit 1925 in het Highland Folk Museum te Newtonmore, Schotland. De constructie bestaat uit houten balken, afgedekt met geverfde ijzeren golfplaten.
Oorspronkelijk stond deze school in Kirkhill bij Inverness naast een uit steen opgetrokken school uit het einde van de 19e eeuw. De leiding was in handen van directeur John N. Macleod en het gebouw was bekend als de groene hut. Het gebouw gaf onderdak aan één klaslokaal, een lokaal voor de onderwijzer, een vestiaire en een toilet. Er werd les gegeven aan kinderen uit de regio van Glasgow die onttrokken waren aan de ouderlijke macht. Later werden deze leerlingen niet meer afgezonderd van de andere kinderen.
Het klaslokaal is ingericht zoals een uit 1937 met 40 lezenaars en een gietijzeren fornuis dat gebruikt werd om de school te verwarmen en als warmtebron bij natuurkundelessen.
In de klas staat een doos met verdroogde kauwgom die van de banken is geschraapt. Op pennen die in de inktpot bleven staan stond straf!

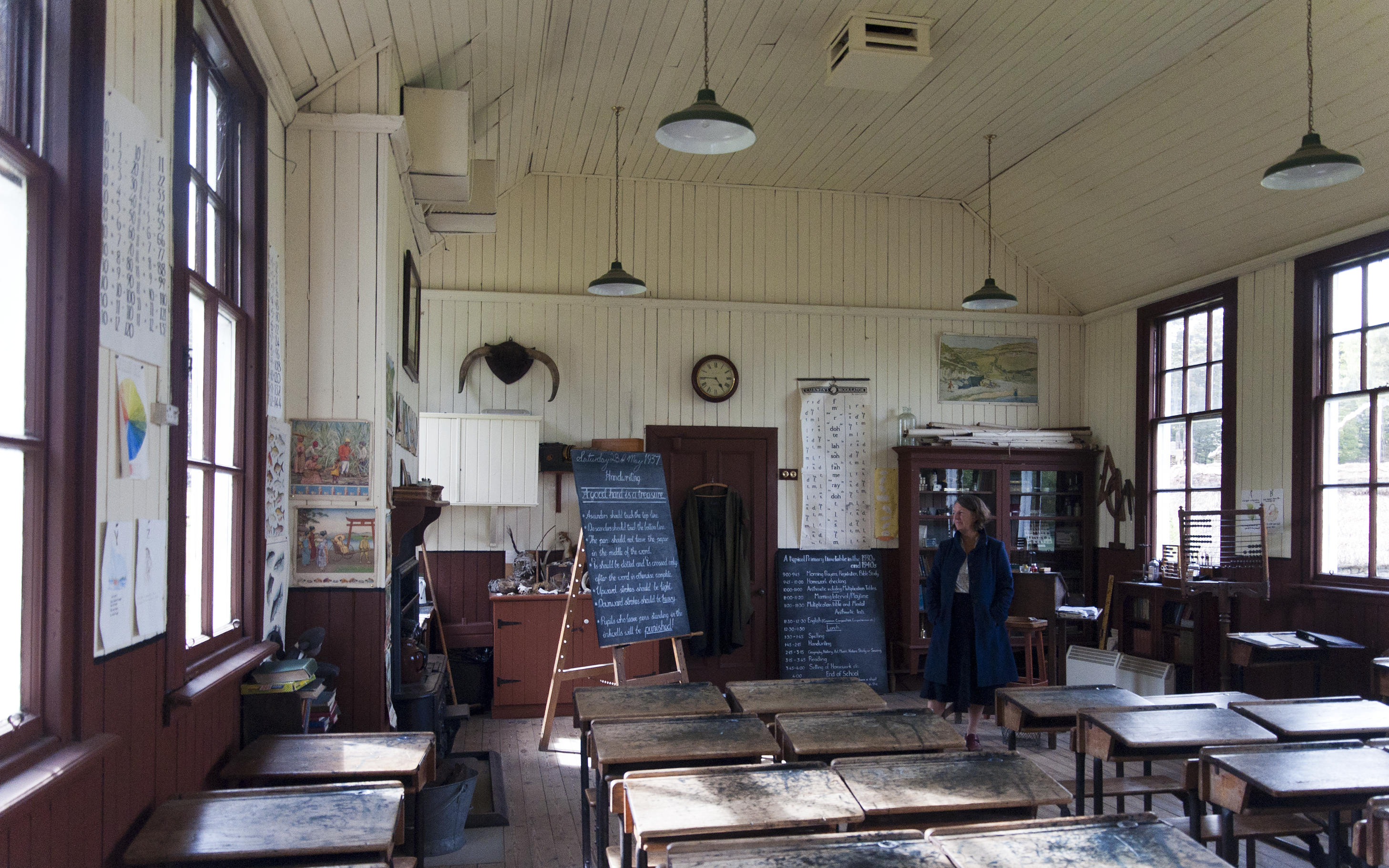
Het klaslokaal
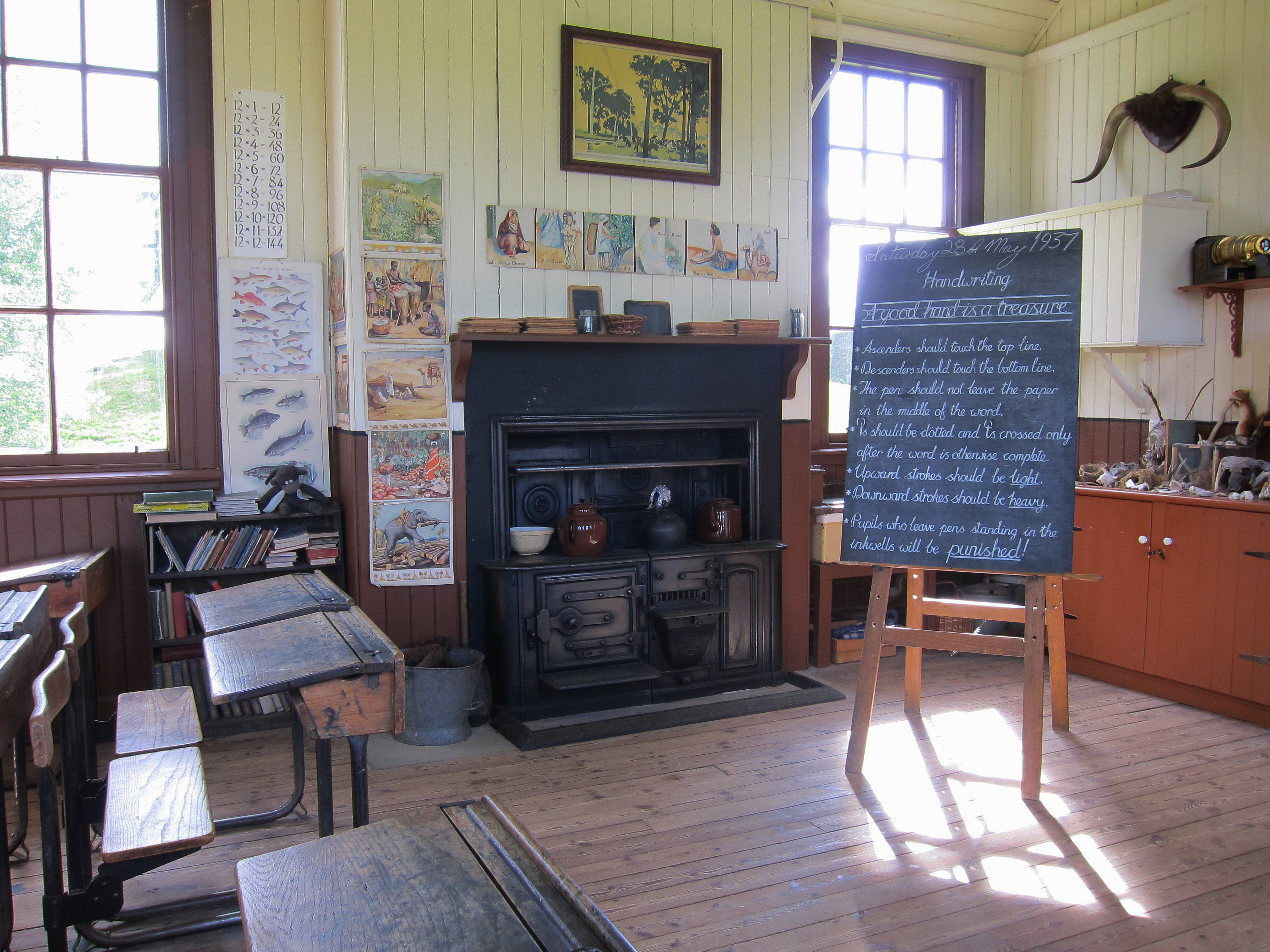
Het gietijzeren fornuis
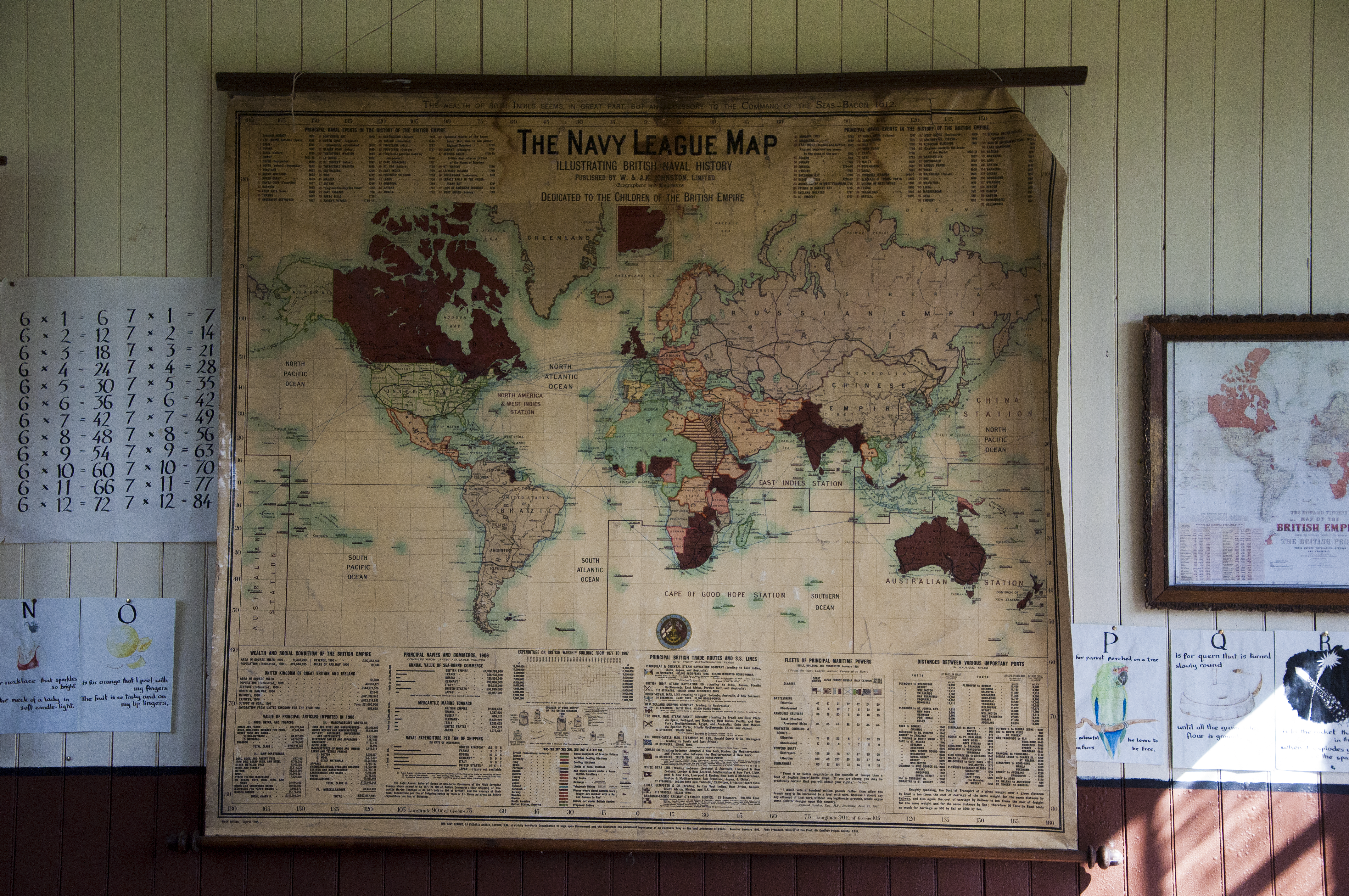
Een kaart van het Gemenebest van Naties met gegevens uit 1907